# Пигалёв, Иван Александрович
Иван Александрович Пигалёв (28 октября 1891, Мирёнки, Алатырский уезд — 06.03.1962, Москва) — советский врач, доктор медицинских наук (1935), профессор (1939), член-корреспондент АМН СССР (1960). Заслуженный деятель науки РСФСР.
Патофизиолог, заместитель директора и директор ВИЭМ.

## Биография
В 1913-18 годах учился на медицинском факультете Казанского университета, окончил медицинский факультет Томского университета (1920).
В 1934—1940 зав. экспериментальным отделением отдела общей психологии, в 1940—1941 и 1945—1948 зав. отделом общей патофизиологии Всесоюзного института экспериментальной медицины.
В 1941—1943 главный хирург и начальник медицинской части военного госпиталя в Ленинграде.
С 1943 зам. директора, с 1952 по 1960 директор ВИЭМ.
Похоронен на Новодевичьем кладбище.

## Научная деятельность
Был занят в теоретической и практической медицине по вопросам нервной трофики в патологических процессах, раскрытия биохимических изменений в тканях в зависимости от функционального состояния нервной системы.
Работал в области космической медицины.

## Труды
Труды посвящены вопросам радиационной медицины, изучению роли центральной нервной системы в механизме развития патологических процессов, описанию клиники лучевой болезни.

## Награждён
- Заслуженный деятель науки РСФСР (1958).
- орден Ленина,
- орден Трудового Красного Знамени (дважды),
- орден Красной Звезды,
- медаль.